# 成浩
成浩（1956年9月—），漢族、湖南長沙人。他畢業於中央戲劇學院導演專業，現為廣東電視臺導演，因電視劇《榮譽》獲2004年第四屆中國電視藝術“十佳導演”。他是國家一級導演、第九屆廣州市政協委員。歷任湖南電視臺導演，廣州電視臺導演，廣州電視臺電視劇制作中心編導室主任，現任廣州影視傳媒有限公司總裁，並且是美國洛杉磯華語電視台天下衛視（英文：Sky Link TV）總裁。

## 影視作品
- 1991年 《外來妹》[3]（10集） 主演：陳小藝、湯鎮宗、常戎
- 1997年 《風聲水起》（30集）主演：徐崢、方剛、歐凱明、李冰冰
- 2001年 《非常公民》（30集） 主演：黃子華、蔣雯麗、秦海璐
- 2006年 《為愛結婚》（25集） 主演：李亞鵬、李小冉
- 2007年 《功勛》 （33集） 主演：柳雲龍、李小冉
- 2008年 《純真的年代》 主演：李亞鵬、應采兒、高虎
- 《絕對權力》

## 榮譽獎項
- 1988年《商界》
第10屆（1990）全國優秀電視劇“飛天獎” 二等獎（一等獎空缺）
中南6省（區）電視劇“金帆獎”二等獎（一等獎空缺）
廣東省建國40周年作品二等獎
1990年5月，中央電視臺將該劇選送往蘇聯播放。
- 1991年《外來妹》
第12屆（1992）中國電視劇“飛天獎”一等獎
第10屆（1992）中國電視劇“金鷹獎”
中宣部第二屆（1992）“五個一工程”獎
- 1997年《風生水起》
第19屆（1999）中國電視劇“飛天獎”三等獎
- 2002年《非常公民》
*5. 2003年《榮譽》
第24屆（2004）全國電視劇“飛天獎”三等獎
- 2003年《絕對權力》
第22屆（2004）中國電視劇“金鷹獎”
- 2004年《我的淚珠兒》
- 2005年《大江沈重》
- 2006年《蒼茫天山》
中宣部第10屆（2007）“五個一”工程獎。
- 2007年《為愛結婚》
- 2007年《功勛》
第10屆（2007）歐亞電視節最佳創作大獎。
- 2008年《純真的年代》